# Schloss Gerzen

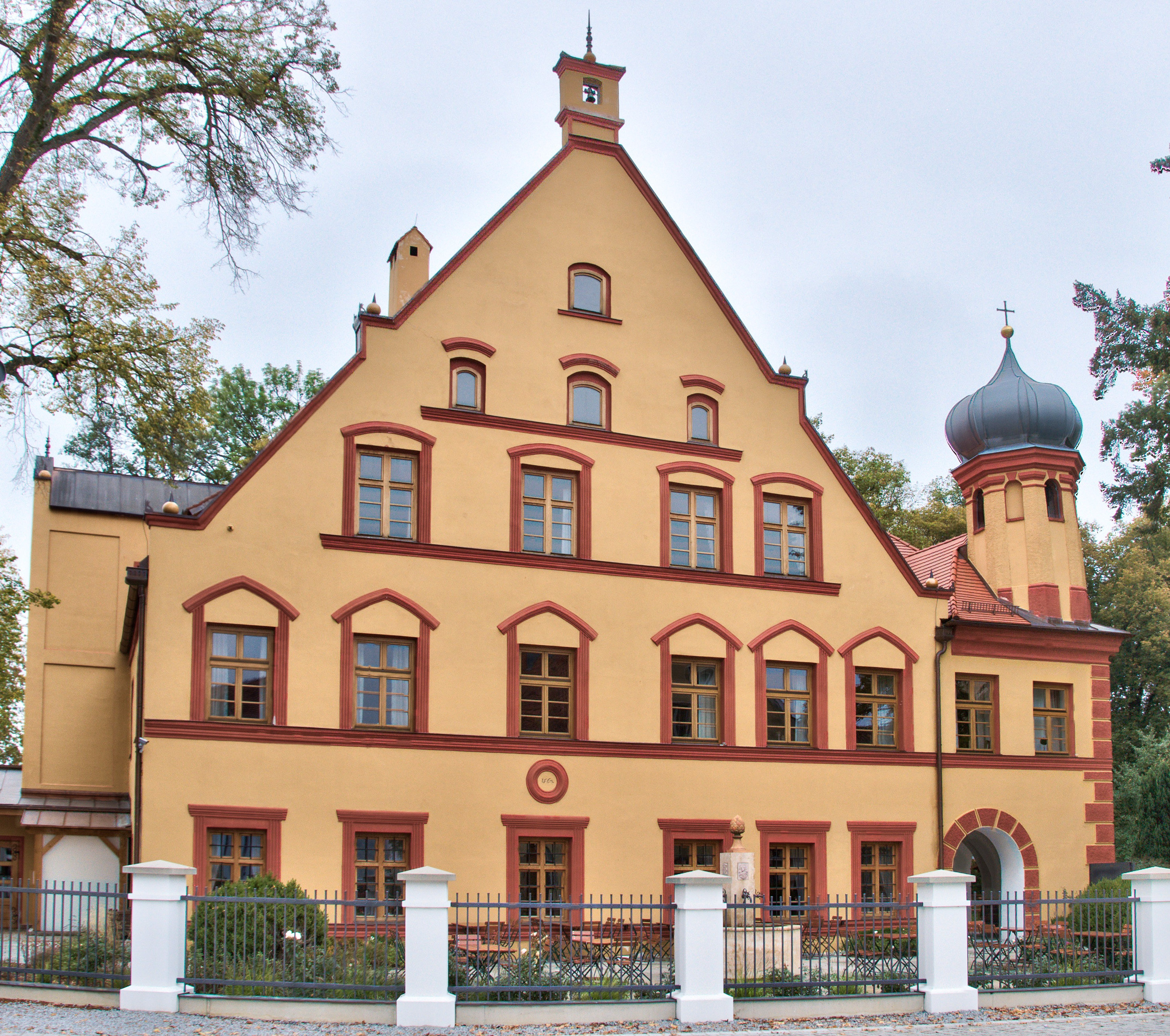
Schloss Gerzen heute

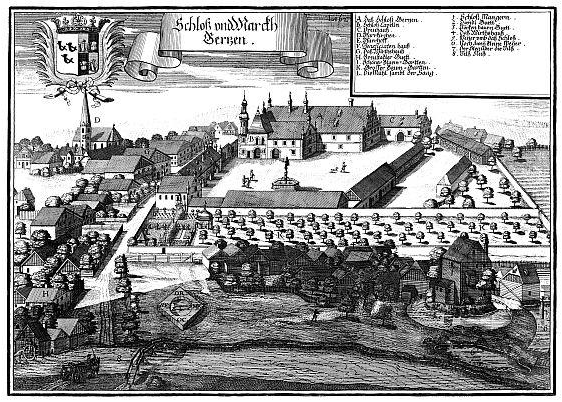
Kupferstich von Michael Wening in der Topographia Bavariae um 1700

Schloss Gerzen ist ein in Gerzen im niederbayerischen Landkreis Landshut gelegenes Schloss. Es bildet den östlichen Abschluss der Rechteckanlage des Marktplatzes von Gerzen. Die Anlage wird als denkmalgeschütztes Baudenkmal unter der Aktennummer D-2-74-135-1 geführt. Ebenso wird sie als Bodendenkmal unter der Aktennummer D-2-7440-0209 mit der Beschreibung „untertägige mittelalterliche und frühneuzeitliche Befunde im Bereich des ehem. Hofmarkschlosses in Gerzen, darunter die Spuren von Vorgängerbauten bzw. älterer Bauphasen sowie Gartenanlagen“ genannt.

## Geschichte
Gerzen (887 erstmals als Jorcin erwähnt) ist einer der ältesten Orte im Vilstal. Der Ort gehörte zum Herzogtum Bayern und bildete ab 1597 eine geschlossene Hofmark der Freiherren von Vieregg, deren Sitz Schloss Gerzen war. Die Renaissance-Anlage des Schlosses stammt von 1562, die barocke Schlosskapelle von 1695. 1833 erwarb der frühere bayerische Staatsminister Maximilian Graf von Montgelas das Schloss. Der Schlosspark mit Umfriedung wurde 1903 angelegt.
1618 erhielt das Schloss die Erlaubnis zum Bierbrauen. Im Zuge der Besetzung durch die Schweden im Dreißigjährigen Krieg wurde es geplündert. Im Zweiten Weltkrieg hatte das Münchner Stadtmuseum wertvolle Exponate zum Schutz vor den Bombenangriffen auf München hierher ausgelagert. Die Familie Montgelas bewohnte das Schloss bis zum Jahr 2009, bevor sie es verkaufte. Anfang 2012 eröffnete die Schloss-Wirtschaft Gerzen mit Hotel nach aufwendigen Renovierungsarbeiten, wofür es den Bayerischen Denkmalpflegepreis 2014 erhielt.

## Baubeschreibung
Das Schloss ist eine zweigeschossige und giebelständige Renaissance-Anlage mit steilem Satteldach, Fassadengliederung mit Fensterumrahmungen und Gesimsen aus den Jahren 1560/1562. Die Schlosskapelle im arkadierten Anbau mit zwiebelbekröntem Eckturm wurde um 1695 errichtet.